# Großsteingrab Wehden
Das Großsteingrab Wehden ist eine zwischen 3500 und 2800 v. Chr. entstandene Megalithanlage der jungsteinzeitlichen Trichterbecherkultur (TBK) in Wehden, einer Ortschaft der Einheitsgemeinde Schiffdorf im niedersächsischen Landkreis Cuxhaven. Es trägt die Sprockhoff-Nummer 611.

## Lage
Das Grab liegt nur wenige hundert Meter südwestlich des Ortsrandes von Wehden in einem Waldstück am Westhang einer Anhöhe namens Blankenberg. 2,6 km nordöstlich befinden sich die Hünenbetten von Drangstedt.

## Beschreibung
Die Anlage besitzt eine runde Hügelschüttung mit einem Durchmesser von 13 m und einer Höhe von 2,5 m. In ihrer Mitte liegt eine ost-westlich orientierte Grabkammer, bei der es sich um ein Ganggrab handelt. Ihre Länge beträgt 4,5 m, die Breite liegt zwischen 1,7 m und 1,9 m. Sie besaß in ihrem ursprünglichen Zustand vier Wandsteinpaare an den Langseiten, je einen Abschlussstein an den Schmalseiten, drei Decksteine und einen Gang an der Mitte der Südseite, der aus zwei Wandsteinen und einem Deckstein bestand. Erhalten sind noch der westliche Abschlussstein, die beiden anschließenden Wandsteinpaare, ein weiterer Stein der Südseite sowie die beiden Wandsteine des Ganges. Alle stehen noch an ihrer ursprünglichen Position. Die restlichen vier Wandsteine sowie sämtliche Decksteine fehlen. Die Breite des Ganges beträgt 0,9 m.